# Масерија Ловало (Потенца)
Масерија Ловало (итал. Masseria Lovallo) је насеље у Италији у округу Потенца, региону Базиликата.
Према процени из 2011. у насељу је живело 24 становника. Насеље се налази на надморској висини од 781 м.